# Lykke Aresin

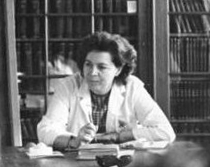
Lykke Aresin (1970)

Lykke Aresin (geborene Lykke Bauer; * 2. März 1921 in Bernburg (Saale); † 7. November 2011 in Leipzig) war eine deutsche Ärztin und Sexualwissenschaftlerin.

## Leben
Lykke Aresin war die Tochter eines praktischen Arztes. Sie war dänischer Abstammung, woraus auch ihr Vorname resultiert. Schon als Kind zeigte sie ein großes Interesse am Beruf ihres Vaters.
Das Abitur legte sie am Gymnasium Carolinum Bernburg ab. Sie studierte von 1940 bis 1945 Medizin in Göttingen und Jena, promovierte 1945, bildete sich in Jena zur Fachärztin für Neurologie und Psychiatrie weiter und war danach als Oberärztin an der Medizinischen Akademie Erfurt tätig. Aresin wechselte 1959 nach Leipzig, arbeitete ab 1960 als Oberärztin in der dortigen Universitätsfrauenklinik und leitete die dieser seit 1949 angeschlossenen Ehe- und Sexualberatungsstelle. Im Jahre 1964 wurde sie außerordentliche Professorin an der Universität Leipzig und erhielt 1969 hier eine Professur für Neurologie und Psychiatrie, 1981 wurde sie emeritiert. Sie gehörte 1990 zu den Mitbegründern von Pro Familia Sachsen. Im gleichen Jahr gründete sie eine der ersten Trans-Beratungsstellen in der DDR, nachdem sie sich beruflich schon seit den 1970er Jahren mit der Betreuung und Beratung von Transmenschen befasst hatte.
Sie war mit dem Gynäkologen Norbert Aresin verheiratet.

## Leistungen
Einer großen Öffentlichkeit bekannt wurde Lykke Aresin durch die von ihr mit herausgegebenen Bände Jugend zu zweit (1978) und Junge Ehe (1982) der Reihe Jugendlexikon des Bibliographischen Institutes Leipzig, in denen sie sich mit in der DDR bis dahin nicht üblicher Offenheit sexuellen Problemen widmete.
Sie war Delegierte der DDR in der International Planned Parenthood Federation.
Von ihr sind über 200 wissenschaftliche und populärwissenschaftliche Arbeiten und Beiträge auf dem Gebiet der Sexualwissenschaft erschienen.

## Veröffentlichungen (Auswahl)
- Psychopathologische, psychiatrische und neurologische Aspekte der Schwangerschaft. Thieme, Leipzig 1976.
- als Herausgeber mit Annelies Müller-Hegemann: Meyers Jugendlexikon. Jugend zu zweit. Bibliographisches Institut, Leipzig 1978.
- als Herausgeber mit Erwin Günther: Sexualmedizin. Studentenlehrbuch. Ein Leitfaden für Medizinstudenten. Verlag Volk und Gesundheit, Berlin 1983.
- als Herausgeber mit Annelies Müller-Hegemann: Jugendlexikon. Junge Ehe. Bibliographisches Institut, Leipzig 1984.
- als Herausgeber mit Helga Hörz, Hannes Hüttner, Hans Szewczyk: Lexikon der Humansexuologie. Verlag Volk und Gesundheit, Berlin 1990, ISBN 3-333-00410-0.
- mit Kurt Starke: Lexikon der Erotik. Droemer Knaur, München 1996, ISBN 3-426-77174-8.